# Crepis alpestris
Crepis alpestris là một loài thực vật có hoa trong họ Cúc. Loài này được (Jacq.) Tausch mô tả khoa học đầu tiên năm 1828.